# Camponotus sachalinensis
Camponotus sachalinensis är en myrart som beskrevs av Auguste-Henri Forel 1904. Camponotus sachalinensis ingår i släktet hästmyror, och familjen myror. Inga underarter finns listade.